# Ржев (аэродром)
Ржев — военный аэродром первого класса в городе Ржеве Тверской области (в гарнизоне Ржев-3).
Собственник аэродрома — Министерство обороны Российской Федерации. В целях обеспечения исполнения контрактов государственного оборонного заказа, аэродром был передан на эксплуатацию АО «514-й авиационный ремонтный завод».
Аэродром оборудован взлетно-посадочной полосой длиной 2,5 километра, способной принимать любые воздушные суда, вплоть до сверхтяжелых Ан-124 «Руслан», а также все типы самолётов истребительной авиации без применения тормозного парашюта.

## История

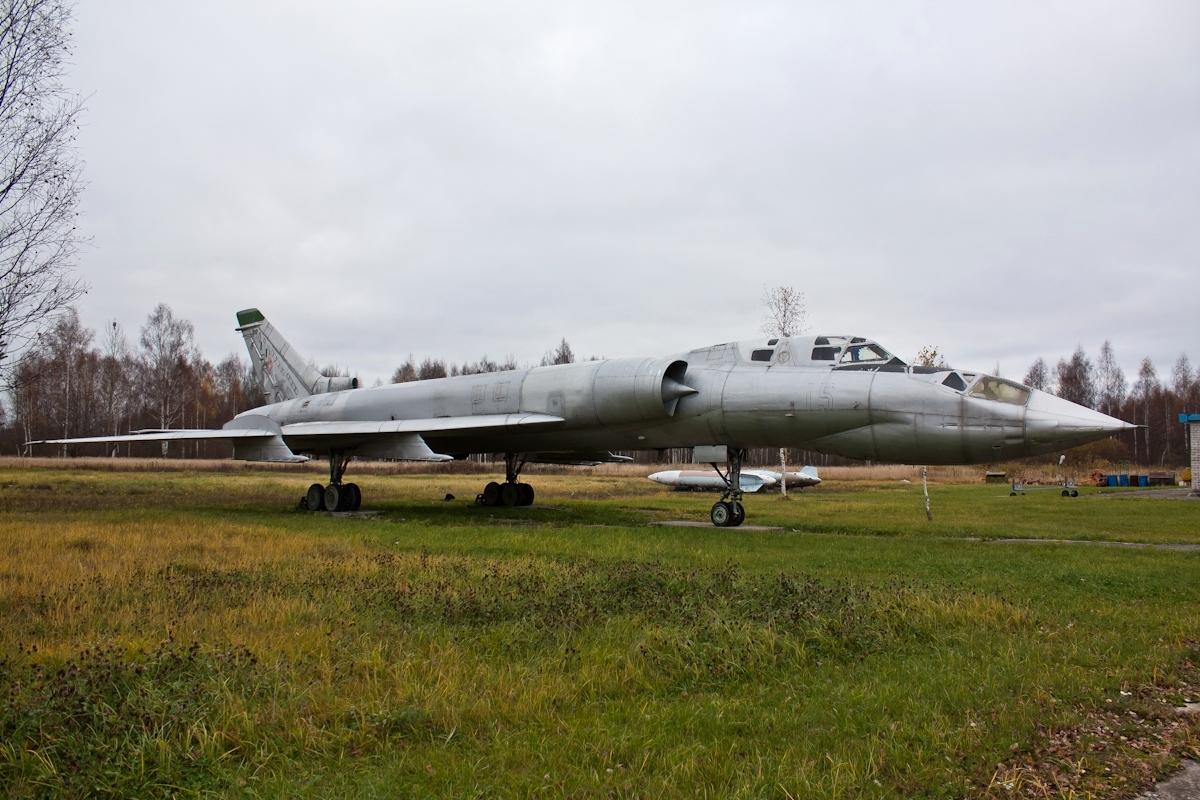
Ту-128УТ (бортовой номер 15, единственный сохранившийся экземпляр в мире) на музейной площадке аэродрома Ржев

Аэродром Ржев был построен в конце 30-х годов XX века. Строительство производилось усилиями жителей близлежащих деревень Горчаково, Першино, Клешнево. В народе эту стройку прозвали аэропорт, в дальнейшем прижилось сокращение — Порт, это название закрепилось за военным городком при аэродроме.
В период с 25 августа по 17 сентября 1939 года на аэродроме сформирован 67-й истребительный авиационный полк ПВО на самолётах И-16. В мае 1940 года полк из Калининского военного округа перебазировался в Одесский военный округ на аэродром Одесса, где вошел в состав 43-й истребительной авиационной бригады.
В период с сентября 1940 года по февраль 1941 года на аэродроме Ржев сформирован 169-й истребительный авиационный полк в составе 4-х эскадрилий на самолётах И-153. Полк вошёл в 46-ю авиационную дивизию ВВС МВО.
Во время войны аэродром использвоался для базирования полков Московского района ПВО и для переформирования выведенных с фронта истребительных полков. Так, с 4 августа по 11 октября 1941 года на аэродроме базировалась 2-я авиационная эскадрилья 34-го истребительного авиационного полка ПВО, прибывшая из Внуково. Во Ржеве эскадрилья приступила к выполнению заданий, о которых впоследствии писал лётчик этой эскадрильи Георгий Николаевич Урвачёв: «Наша эскадрилья, базируясь на аэродроме Ржев, атаковала группы бомбардировщиков, идущих на Москву, и перехватывала разведчиков (в светлое время). Она первая начала выполнять задачи фронтовой авиации — прикрытие войск, сопровождение скоростных бомбардировщиков и штурмовиков, разведка».
За три неполных месяца лётный состав эскадрильи произвёл 1523 самолёто-вылетов на прикрытие позиций Красной армии, патрулирование и бомбардировку, было сбито 17 самолётов противника.
С 9 по 16 августа 1941 года на аэродроме проходил переформирование по штату 015/134 180-й истребительный авиационный полк: две эскадрильи получили на вооружение МиГ-3, третья — И-16.
Осенью 1941 года немецкие войска оккупировали Ржев. После успешного рывка под Москвой Красная армия надеялась быстро овладеть Ржевом, но безрезультатно. В течение двух лет в районе ржевского аэродрома велись непрерывные ожесточённые бои. Аэродром и военный городок несколько раз переходили из рук в руки. На территории аэродрома и в окрестных лесах погибло бесчисленное количество воинов с обеих сторон.
После войны на аэродроме (с 1950 года) размещались:
- штаб и управление 33-го истребительного авиационного корпуса ПВО (впоследствии переименованного в 88-й иак ПВО);
- штаб и управление 17-й истребительной авиационной дивизии ПВО;
  - 23-й истребительный авиационный полк ПВО имени 50-летия СССР на самолётах МиГ-15 (1950—1955 гг.), МиГ-17 (1955—1962 гг.) и Су-9 (1962—1980 гг.)[7];
  - 445-й истребительный авиационный полк ПВО на самолётах МиГ-15, Миг-17 и Як-25[7].

С июня 1951 года по февраль 1955 года 88-м истребительным авиационным корпусом ПВО командовал полковник А. И. Покрышкин.
В разное время в гарнизоне проходили службу лётчики Герои Советского Союза: Н. Д. Гулаев, А. Е. Боровых, В. Н. Кубарев, А. C. Смирнов, будущий лётчик-космонавт В. Ф. Быковский и многие другие.
В 1960 году 88-й иак ПВО переформирован во 2-й корпус ПВО, 17-я истребительная авиационная дивизия ПВО расформирована. Полки дивизии вошли в состав новообразованного 2-го корпуса ПВО. В сентябре 1961 года 445-й истребительный авиационный полк ПВО имени Ленинского комсомола перебазирован на аэродром Хотилово и передан в 3-й корпус ПВО. В 1980 году расформирован 23-й истребительный авиационный полк ПВО имени 50-летия СССР.

## Современность
В настоящее время в гарнизоне Ржев-3 дислоцирован штаб 6-й бригады воздушно-космической обороны имени маршала авиации А. И. Покрышкина". Действует музей ржевского корпуса ПВО.
Сам аэродром передан на эксплуатацию акционерному обществу «514-й авиационный ремонтный завод», осуществляющему на аэродроме испытательные полёты, а также приём на ремонт и отправку отремонтированной авиационной техники назад в строевые части.